# Let ValuJet 592
Let ValuJet 592 byl pravidelný let americké nízkonákladové letecké společnosti ValuJet Airlines spojující Miami a Atlantu. 11. května 1996 vyhlásil letoun McDonnell Douglas DC-9, který jej obsluhoval, krátce po startu stav nouze a požádal nejprve o návrat a posléze o navedení na nejbližší letíště z důvodu kouře v kokpitu. Krátce poté se zřítil do floridských Everglades. Zahynulo všech 110 osob na palubě.
Vyšetřování odhalilo, že příčinou zřícení stroje byl nezvladatelný požár na palubě, způsobený nezabezpečeným nebezpečným nákladem v podobě prošlých generátorů kyslíku. Ty se samočinně vzňaly ve vzduchotěsném nákladovém prostoru, kde nebyla protipožární čidla ani hasicí zařízení, protože se předpokládalo, že případný požár by rychle uhasl sám pro nedostatek kyslíku. To však v tomto případě nefungovalo, protože hořící generátory kyslíku si kyslík v dostatečné míře samy produkovaly. Požár způsobil zřícení letadla tím, že jednak přepálil klíčová potrubí a kabely zajišťující ovládání letadla, jednak svými zplodinami omámil piloty.
Havárie a její obskurní příčina vzbudily velikou pozornost odborníků na leteckou bezpečnost i veřejnosti. V jejím důsledku došlo k rozsáhlým změnám v oblasti protipožárních zabezpečení letadel i předpisů o zacházení s nebezpečným nákladem. Neštěstí věnovaly po dílu dokumentární série Letecké katastrofy a Vteřiny před katastrofou.